# UBL3
UBL3‏ (Ubiquitin like 3) هوَ بروتين يُشَفر بواسطة جين UBL3 في الإنسان.